# Stefano Arcellazzi
 (septembre 2020).
Le contenu est difficilement compréhensible vu les erreurs de traduction, qui sont peut-être dues à l'utilisation d'un logiciel de traduction automatique.
Stefano Arcellazzi, né en 1768 à Canzo et mort le 27 avril 1835, est un juriste et magistrat italien, également connu comme érudit, philanthrope et théoricien équestre.

## Biographie
Stefano Arcellazzi est né à Canzo en Brianza (Lombardie) en 1768 de «parents de grand' chance» selon ce que rapporte Cesare Cantù . Diplômé en droit, il est juge à Lecco, Modène et Casalmaggiore  et termine sa carrière de magistrat en tant que conseiller du préteur à Varèse sous gouvernance autrichienne,. 
Pendant la décennie napoléonienne, il travaille également comme notaire à Canzo, les archives de on de commentaires sur le code pénal autrichien qui apportent de nombreuses clarifications sur cette question difficile. Il est soutenue dans cette tâche par son collègue et ami Avv. Antonio Gaudiosi. Ce traité est encore utilisé aujourd'hui pour étudier le fonctionnement de la justice autrichienne de l'époque et pour en comprendre le rôle du juge et de l'avocat. 
Parmi ses ouvrages, l'ensemble des lettres qu'il dédie à son fils Celestino, écrites avec une intention pédagogique moraliste, dans lesquelles il établit une norme de comportement lors des divers événements de la vie sociale, couvrant divers sujets allant du  jeu à des sujets d'intérêt local comme les épîtres sur Canzo, les mines d'Idrie, Fiumelatte, le café de Desio, la cérémonie Intierro, ont été publiées en 1817 et sont jugées par un commentateur de l'époque comme « faites pour aller avec profit et plaisir dans les mains de chacun, et surtout des jeunes auxquels elles sont destinées, et nous sommes d'accord avec l'éditeur où il dit, ne sachant pas si une autre entreprise de ce genre pourrait obtenir la difficile intention d'instruire et de se réjouir avec un succès égal ». 
Habile en art équestre, il écrivit en 1813 un essai remarqué et largement diffusé sur l'art d'éduquer et de dresser les chevaux,, publié à Modène, Lezion di cavallerrizza, dans lequel il définit "La Cavallerizza, ou le Manège"  comme "l'art d'enseigner à l'homme comment dresser les chevaux et utiliser ceux déjà entraînés » . 
Il décède en avril 1835 des suites d'une gangrène due à un ulcère de la jambe.

### Travaux
- Lettres de Stefano Arcellazzi à son fils Celestino, 208 p., Milan, Carlo Dova, 1817
- Observations théoriques de Stefano Arcellazzi sur le code pénal universel autrichien. Partie 1. Section 1. Des délits et des peines, avec l'application des lois romaines et l'indication des notifications et circulaires s'y rapportant. , Casalmaggiore, Pe 'Fratelli Bizzarri, 1822, code SBN MILE005633 texte numérisé en ligne
- Cours d'équitation dédiés à l'ombre du comte Gaetano Battaglia., 201 p., Modena, pour G. Vincenzi et c., 1813